# Hemicrambe
Hemicrambe es un género botánico  de plantas,  pertenecientes a la familia Brassicaceae.   Comprende 4 especies descritas y de estas, solo 3 aceptadas.

## Taxonomía
El género fue descrito por Philip Barker Webb y publicado en Annales des Sciences Naturelles; Botanique, sér. 3 16: 248. 1851.

## Especies aceptadas
A continuación se brinda un listado de las especies del género Hemicrambe aceptadas hasta septiembre de 2013, ordenadas alfabéticamente. Para cada una se indica el nombre binomial seguido del autor, abreviado según las convenciones y usos.
- Hemicrambe fruticosa (C.C. Towns.) Gomez-Campo
- Hemicrambe fruticulosa Webb
- Hemicrambe socotrana (A.G. Mill.) Al-Shehbaz